# ウクライナ国

ウクライナ国
Українська Держава

国歌: Ще не вмерла Україна（ウクライナ語）
ウクライナは滅びず

ウクライナ国の位置

ウクライナ国（ウクライナこく、ウクライナ語: Українська Держава、ウクライィーンスィカ・デルジャーヴァ）は、1918年4月29日から同年12月14日まで中央ウクライナを中心に存在した国家である。

## 概要

### 成立
二月革命後、旧ロシア帝国領内には多くの「独立国家」が成立したが、ウクライナにはウクライナ人民共和国が成立した。その政府であるウクライナ中央ラーダは、ドイツ帝国およびオーストリア・ハンガリー帝国と共同でボリシェヴィキとの戦闘を遂行した。しかしながら、中央ラーダ政府は経験の浅い若手中心の組織で、ドイツ軍が最も必要とした食料調達を遂行する能力に欠けていたためドイツ軍の意に沿わず、1918年4月にドイツ軍が議場に乱入することにより解散させられた。
それに代わってドイツと共闘するウクライナ国家の代表として選出されたのが、旧ロシア帝国の軍人で皇帝ニコライ2世の副官であったパウロー・スコロパードシクィイ将軍であった。自由コサック民兵団を率いていたスコロパードシクィイは、ウクライナ人の間でのコサック人気を利用してヘーチマーンの称号を用いることとし、彼はかつて実際に左岸ウクライナのヘーチマーンであった自分の祖先にあやかって「全ウクライナのヘーチマン」を名乗った。また、スコロパードシクィイは政権の奪取とともに国号をウクライナ国と改めた。また、彼の政府は「ヘーチマーン政府」（ゲトマン政府、ヘトマン政府、ヘーチマーンシュチナとも）と呼ばれた。

### 性格
これ以前のウクライナ人民共和国では社会主義の理想に基づいた平等政策が採られていたが、スコロパードシクィイはその支持基盤がロシア人や旧帝国の貴族（すなわち地主）であったこともあり、極めて反動的な政策を採った。特に、中央ラーダ政府が農民に分配していた農地を地主に返したことは大きな意味を持っていた。
ウクライナ国ははじめからしてドイツ帝国の戦争遂行のための支援国家として成立されたものであり、その最大の目的はドイツへの食糧供給であった。また、ヘーチマーン政府は全面的にドイツの軍事力を背景に成立したものであったため、実際の主人はドイツ軍、その長たるアイヒホルン元帥とグレーナー将軍であった。そのため、農村制度も帝国時代に逆戻りした上、農村からは大規模な食料徴発が行われたため、またドイツ人のウクライナ人への蔑視が激しく感ぜられたことから、「全ウクライナのヘーチマーン」とドイツ軍への市民や農民からの反発は強く、各地に不服従や反乱が起きた。また、7月には乗車中のアイヒホルン元帥が暗殺されるという事件がおきた。

### 最期
ドイツ軍の敗戦が濃厚となると、ヘーチマーン政府も政党などの各勢力の支持を取り付けようとしたが成功せず、結局11月11日にドイツが敗戦しウクライナ駐留軍も撤退すると、その勢力は断末魔に陥った。スコロパードシクィイは自らの軍隊を首都周辺に戦闘配置に付かせたまま鉄道で撤退するドイツ軍とともにドイツへ逃亡し、12月、農村を中心に強力な支持を取り付けていたシモン・ペトリューラ率いるディレクトーリヤ軍との短い戦闘ののち、ヘーチマーン政府軍は総崩れとなり、ディレクトーリヤはドイツ軍と協定を結んだ上で12月14日、キエフを占領した。ペトリューラ軍はヘーチマーン政府軍よりはるかに優れた装備を持っており、その実力以上に恐れられていた。権力の掌握後、中央ラーダの流れを汲む勢力であったディレクトーリヤ政府は国号を再びウクライナ人民共和国に戻し、ここにウクライナ国の命運は尽きた。

### 軍事
ウクライナ国軍は、それ以前のロシア帝国軍やウクライナ人民共和国軍の装備を受け継ぐとともに、ドイツ軍からも装備の給与を受けていた。中には新型のゴータ社製中型爆撃機GL.VIIやLVG C.V、ロシア帝国空中艦隊から編入した大型爆撃機のイッリャー・ムーロメツィのような高度な装備も含まれていたが、肝心の地上部隊をはじめ全般に装備の多くは旧式で、ペトリューラ軍の武装した農民に勝つことはできなかった。また、部隊編成もコサック民兵部隊、学生部隊など寄せ集め的なものが主で、旧中央ラーダ軍の強力なシーチ銃兵隊を中心としたペトリューラ軍の接近を前に、スコロパードシクィイの逃亡を知ったヘーチマン政府軍の指揮官の多くは部隊を解散したため、本格的な戦闘はキエフ近隣のスヴャトーシンが完全に破壊されたことなど以外は、ほとんど行われなかったに等しかった。海軍組織は黒海にて赤軍との戦闘に備えていたが、こちらは海軍の根拠地セヴァストーポリを巡る戦闘が幾度か行われた。ウクライナ国海軍は、ドイツ海軍の黒海艦隊としての役割を持っていた。これは、ウクライナ国の崩壊後、イギリス・フランス連合の反革命干渉軍によって接収された。